# Пешпарт
Пешпарт — река в России, протекает в Кологривском районе Костромской области. Устье реки находится в 6,1 км по левому берегу реки Пеженга. Длина реки составляет 18 км.
Исток Пешпарта находится северо-западее нежилой деревни Ульшма. Река течёт на запад, всё течение проходит по ненаселённому лесу.

## Данные водного реестра
По данным государственного водного реестра России относится к Верхневолжскому бассейновому округу, водохозяйственный участок реки — Унжа от истока и до устья, речной подбассейн реки — Бассей притоков Волги ниже Рыбинского водохранилища до впадения Оки. Речной бассейн реки — (Верхняя) Волга до Куйбышевского водохранилища (без бассейна Оки).
По данным геоинформационной системы водохозяйственного районирования территории РФ, подготовленной Федеральным агентством водных ресурсов:
- Код водного объекта в государственном водном реестре — 08010300312110000015372
- Код по гидрологической изученности (ГИ) — 110001537
- Код бассейна — 08.01.03.003
- Номер тома по ГИ — 10
- Выпуск по ГИ — 0

## Топографические карты
- Лист карты O-38-IX. Масштаб: 1 : 200 000. Состояние местности на 1982 год. Издание 1989 г.